# Nagykozár
Nagykozár is een plaats (község) en gemeente in het Hongaarse comitaat Baranya. Nagykozár telt 2073 inwoners (2020).